# Бруну Вієйра ді Соуза
Бруну Вієйра ді Соуза (порт.-браз. Bruno Vieira De Souza; 12 серпня 1997), також відомий під ім'ям Брунінью (порт.-браз. Bruninho) — бразильський футболіст, півзахисник.

## Клубна кар'єра
Бруно почав свою кар'єру у клубі «Собрадіньйо», що виступав у Лізі Бразільєнсе.
У вересні 2016 року прибув у кропивницьку «Зірку», де перебував на перегляді, а в січні 2017 року підписав контракт з клубом.. 10 вересня 2017 року дебютував в українській Прем'єр-лізі, після першого тайму вийшовши на заміну замість Дмитра Фатеєва у домашньому матчі проти одеського «Чорноморця». Тим не менше основним гравцем у кропивницькій команді не став і на початку 2018 року покинув клуб. За цей час у складі першої команди півзахисник провів лише три поєдинки (два виходи на заміну у чемпіонаті і одна гра в основі в кубковому матчі) а в складі молодіжної команди «Зірки» (U-21) — 20 матчів, у яких забив два м'ячі. У січні 2018 року покинув клуб.
29 березня 2018 року підписав 2,5-річний контракт з литовським клубом «Атлантас». Дебютував у футболці клубу з Клайпеди 12 травня 2018 року в програному (0:3) домашньому поєдинку 13-о туру литовської А-ліги проти «Судуви». Бруну вийшов на поле на 81-й хвилині, замінивши Едвінаса Баніліуса.
22 серпня 2018 року офіційно повідомлено, що Бруну Вієйра став гравцем клубу першої ліги «Волинь» з Луцька. У складі команди бразильський легіонер дебютував у цей же день у матчі Кубка України проти сімферопольської «Таврії», та відзначився в ньому результативною передачею на Ігора Карпенка в додатковий час матчу. Проте вже за декілька днів бразильський футболіст покинув луцьку команду як вільний агент.